# Hemispheres
Hemispheres – szósty album studyjny kanadyjskiej grupy Rush.

## Lista utworów
1. „Cygnus X-1, Book II: Hemispheres” – 18:05
  1. „Prelude” – 4:27
  2. „Apollo/Dionysus” – 4:36
  3. „Armageddon” – 2:55
  4. „Cygnus"' – 5:01
  5. „The Sphere” – 1:02
2. „Circumstances” – 3:41
3. „The Trees” – 4:41
4. „La Villa Strangiato” – 9:35
  1. "Buenos Nochas, Mein Froinds!"
  2. "To Sleep, Perchance to Dream..."
  3. "Strangiato Theme"
  4. "A Lerxst in Wonderland"
  5. "Monsters!"
  6. "The Ghost of the Aragon"
  7. "Danforth and Pape"
  8. "The Waltz of the Shreves"
  9. "Never Turn Your Back on a Monster!"
  10. "Monsters! (Reprise)"
  11. "Strangiato Theme (Reprise)"
  12. "A Farewell to Things"

## Twórcy
- Geddy Lee – gitara basowa, gitara, śpiew, syntezatory Oberheim, Mini-Moog, Moog Taurus
- Alex Lifeson – gitara elektryczna, gitara akustyczna, gitara klasyczna, syntezatory Roland, Moog Taurus
- Neil Peart – perkusja, instrumenty perkusyjne
- Pat Moran – inżynieria dźwięku
- Declan O’Doherty – inżynieria dźwięku
- Terry Brown – inżynieria dźwięku
- Hugh Syme – kierownictwo artystyczne, oprawa graficzna
- Bob King – kierownictwo artystyczne
- Yosh Inouye – okładka
- Fin Costello – zdjęcia
- Ray Staff – mastering (oryginalna wersja)
- Bob Ludwig – remastering